# ماریا آنتونیتا بلوتسی
ماریا آنتونیتا بلوتسی (ایتالیایی: Maria Antonietta Beluzzi؛‏۲۶ ژوئیهٔ ۱۹۳۰ – ۹ اوت ۱۹۹۷) بازیگر اهل ایتالیا بود.
از فیلم‌هایی که وی در آن نقش داشته‌است، می‌توان به مستأجر طبقه بالا، ۱/۲ ۸ و آمارکورد اشاره نمود.